# Ulla Bussek
Ulla Bussek (* 11. August 1943 in Beuel) ist eine deutsche Politikerin der Grünen Alternativen Liste (GAL).

## Leben
Die gelernte Diplom-Psychologin arbeitet als Schulpsychologin bei REBUS (Regionale Beratungs- und Unterstützungsstellen).
Sie war von November 1986 bis Februar 1989 und von 1991 bis 1997 Abgeordnete in der Hamburgischen Bürgerschaft. Während der 15. Wahlperiode (1993–1997) war sie Vizepräsidentin der Bürgerschaft. Sie war für die Fraktion der GAL im Ausschuss für Schule, Jugend und Berufsbildung sowie im Sportausschuss.
Bei der Wahl 1997 wollte sie sich wieder zur Bürgerschaftswahl aufstellen lassen, wurde aber von der eigenen Partei nicht mehr berücksichtigt.
Von 2004 bis 2008 war sie Abgeordnete der GAL-Fraktion in der Bezirksversammlung Hamburg-Nord und dort schulpolitische Sprecherin ihrer Partei.
Anfang 2007 beteiligte sich Bussek am „Hamburger Appell“. Der Appell wendet sich gegen die Abschiebungen von Familien nach Afghanistan.